# 雅魯河
雅魯河（ヤルがわ）とは主に内モンゴルと黒竜江省を流れる川で、アムール川水系に属する嫩江右岸の支流の1つである。満州語ではヤル川(yal bira)と呼ばれた。

## 概要
内モンゴルフルンボイル市のヒンガン山脈を源流とし東南方に向かって流れ、ジャラントン市を経て、チチハル市で嫩江右岸に合流する。支流には巴林河、阿敏河などを有する。黄海に流れ込む鴨緑江(満州語：ヤル河)とは同音であるが、歴とした別の河川である。